# Misantla
Misantla es una localidad del estado mexicano de Veracruz. Es cabecera del municipio de Misantla.

## Demografía
| Censo | Población |
| ----- | --------- |
| 1900  | 3 356     |
| 1910  | 3 513     |
| 1921  | 3 484     |
| 1930  | 3 418     |
| 1940  | 2 847     |
| 1950  | 4 885     |
| 1960  | 9 201     |
| 1970  | 8 799     |
| 1980  | 15 415    |
| 1990  | 19 203    |
| 1995  | 21 176    |
| 2000  | 22 748    |
| 2005  | 24 517    |
| 2010  | 26 827    |
| 2020  | 30 232    |